# Alexander Zier
Alexander Zier (* 10. September 1970 in Bamberg) ist ein ehemaliger deutscher Motorradrennfahrer.

## Leben
Zier begann seine Rennsportkarriere in den 1980er Jahren. Bei seinem ersten Rennen in der damaligen ZUVI – Zweizylinder bis 1200 cm3 – belegte er in Hockenheim mit seiner eher durchschnittlichen Ducati Paso einen beachtlichen 9. Platz gegen die damals übermächtigen Ducati 851. Von da an ging es steil nach oben. Auf der Nordschleife erreichte Zier seinen ersten Podestplatz und gewann dort ebenso seinen ersten Pokal.
Im ADAC-Junior-Cup, der damals noch markenoffen war, wurde er bestplatzierter Fahrer auf der Cagiva jemals in dieser Serie. Viele weitere Teilnahmen in national und international ausgeschriebenen Cups und der IDM folgten.
Parallel dazu hat Alex Zier seine Firma „Zier-Moto“ ab dem Jahr 1995 aufgebaut. Die bis heute bestehende Firma ist auf die Reparatur von Motorrädern, Motorrollern und Mofas spezialisiert, ebenso wie auf den Verkauf solcher.